# Stelli
Stelli är en bergstopp i Schweiz.   Den ligger i regionen Plessur och kantonen Graubünden, i den östra delen av landet, 180 km öster om huvudstaden Bern. Toppen på Stelli är 2 622 meter över havet, eller 109 meter över den omgivande terrängen. Bredden vid basen är 0,81 km.
Terrängen runt Stelli är huvudsakligen bergig. Närmaste större samhälle är Davos, 6,5 km sydost om Stelli. 
I omgivningarna runt Stelli växer i huvudsak blandskog. Runt Stelli är det ganska glesbefolkat, med 40 invånare per kvadratkilometer.